# Wang Qishan

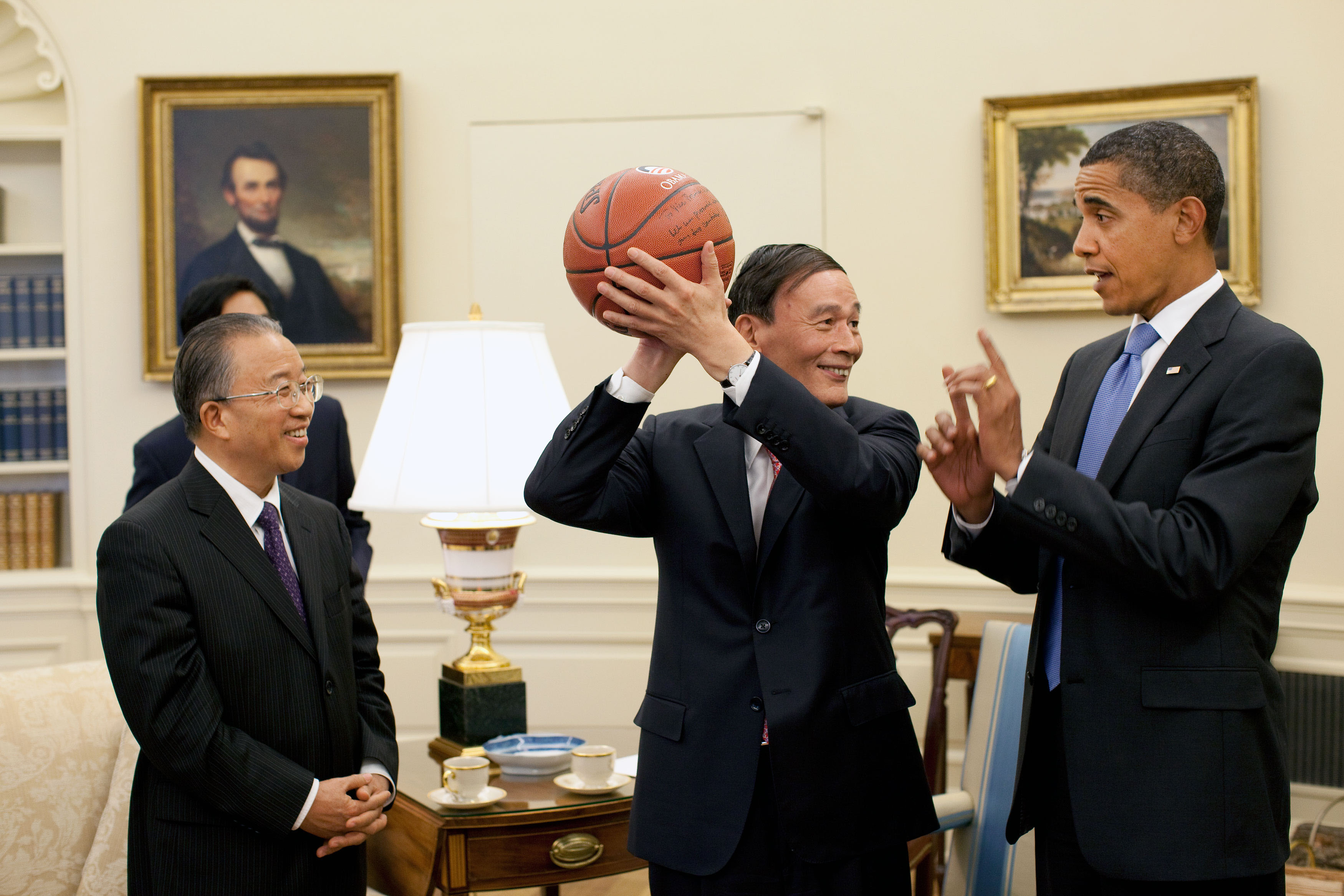
Wang Qishan 王岐山

Wang Qishan (chino: 王岐山; pinyin: Wáng Qíshān; Qingdao, Shandong; 1 de julio de 1948) es un político chino de la República Popular China, que ocupó entre otros puestos, el de Vicepresidente de la República Popular China de 2018 a 2023 y el de alcalde de Pekín entre 2004 y 2007.

## Biografía
Wang Qishan nació en julio de 1948, en Qingdao, Shandong; aunque sus antepasados son de Tianzhen, Shanxi. Es graduado de la Universidad del Nordeste de China, Departamento de Historia en 1976. Fue Gobernador del Banco de la Construcción de China de 1994 a 1997. Entre 2004 y 2007 fue alcalde de Pekín.
En 2007 llegó a ser miembro del Politburó del 17.º Comité Central del Partido Comunista de China, miembro del Comité Central del Partido Comunista de China y en el 2008 asumió el cargo de Vice Premier del Consejo de Estado, en las áreas de economía, energía y asuntos financieros en el mandato del Premier Wen Jiabao.
En el 2009, Wang fue nombrado por el presidente Hu Jintao como su representante especial para el Diálogo Estratégico y Económico China-Estados Unidos. Fue también nombrado como uno de los más influyentes personajes en el mundo en 2009.
En 2018, Wang fue nombrado vicepresidente de China por el presidente Xi Jinping, cargo que ocupó hasta 2023.